# Arris
Arris är en ort i Algeriet.   Den ligger i provinsen Batna, i den norra delen av landet, 300 km sydost om huvudstaden Alger. Arris ligger 1 205 meter över havet och antalet invånare är 36 641.
Terrängen runt Arris är huvudsakligen kuperad. Arris ligger nere i en dal. Runt Arris är det ganska tätbefolkat, med 93 invånare per kvadratkilometer. Det finns inga andra samhällen i närheten. Omgivningarna runt Arris är i huvudsak ett öppet busklandskap.